# Schwarzohr-Rötelmaus
Die Schwarzohr-Rötelmaus oder Schwarzohrige Rotrücken-Wühlmaus (Eothenomys olitor) ist eine Nagetierart aus der Unterfamilie der Wühlmäuse (Arvicolinae). Sie kommt im südlichen China in Yunnan, Sichuan und Guizhou vor.

## Merkmale
Die Schwarzohr-Rötelmaus ist die kleinste Art der Gattung und erreicht eine Kopf-Rumpf-Länge von 8,0 bis 9,2 Zentimetern mit einem Schwanz von 2,9 bis 3,9 Zentimetern Länge. Die Hinterfußlänge beträgt 14 bis 17 Millimeter, die Ohrlänge 9 bis 11 Millimeter. Im Aussehen ähnelt sie der Père-David-Rötelmaus (Eothenomys melanogaster), ist jedoch kleiner. Das Rückenfell ist dunkelbraun bis schwarzbraun und kann fast schwarz sein. Das Bauchfell ist schiefergrau. Der Schwanz und die Füße sind braun bis dunkelbraun. Der Schädel ist klein und im Vergleich zu verwandten Arten dorsoventral abgeflacht. Ein wichtiges Unterscheidungsmerkmal zu anderen Arten der Gattung ist die Ausprägung der Schmelzfalten am Molar M2, bei dem die erste der drei Falten der Zungenseite des Zahnes relativ groß ausgebildet ist.

## Verbreitung
Die Schwarzohr-Rötelmaus kommt in den Bergregionen im südlichen China in Yunnan und im südlichen Sichuan sowie in westlichen Guizhou vor. Das Verbreitungsgebiet ist stark fragmentiert und reicht in Yunnan vom Gebiet zwischen dem Saluen und dem Mekong über das Ailao Shan bis in das Gebiet östlich des Mekong und die angrenzenden Gebiete von Sichuan und Guizhou.

## Lebensweise
Über die Lebensweise der Art liegen fast keine Angaben vor. Die Yunnan-Rötelmaus lebt in Bergwaldregionen in Höhen von 1800 bis 3350 Metern.

## Systematik
Die Schwarzohr-Rötelmaus wird als eigenständige Art innerhalb der Gattung Eothenomys eingeordnet, die aus acht Arten besteht. Die wissenschaftliche Erstbeschreibung stammt von dem britischen Zoologen Oldfield Thomas, der die Art 1911 anhand von Individuen aus dem Nordosten Yunnan um Zhaotong aus einer Höhe von 2042 Metern beschrieb. Die Art wurde der Gattung oder Untergattung Anteliomys zugeordnet, ist heute jedoch im Eothenomys-chinensis-Artenkomplex innerhalb der Gattung Eothenomys eingeordnet.
Smith & Yan Xie 2009 beschreiben für die Verbreitungsgebiete in China zwei Unterarten:
- Eothenomys olitor olitor im Nordosten von Yunnan im Gebiet um Zhaotong.
- Eothenomys olitor hypolitor aus dem Westen von Yunnan um Yingjiang

## Status, Bedrohung und Schutz
Die Schwarzohr-Rötelmaus wird von der International Union for Conservation of Nature and Natural Resources (IUCN) als nicht gefährdet (Least concern) eingeordnet. Begründet wird dies mit dem verhältnismäßig großen Verbreitungsgebiet und den angenommenen großen Beständen der Art, die auch in geschützten Gebieten vorkommt. Potenzielle Gefährdungsrisiken für die Art sind nicht bekannt.

## Belege
1. 1 2 3 4  Darrin Lunde, Andrew T. Smith: Black-Earred Chinese Vole. In: Andrew T. Smith, Yan Xie: A Guide to the Mammals of China. Princeton University Press, Princeton NJ 2008, ISBN 978-0-691-09984-2, S. 225.
2. 1 2 3  Eothenomys olitor. In: Don E. Wilson, DeeAnn M. Reeder (Hrsg.): Mammal Species of the World. A taxonomic and geographic Reference. 2 Bände. 3. Auflage. Johns Hopkins University Press, Baltimore MD 2005, ISBN 0-8018-8221-4.
3. 1 2 3 4  Eothenomys olitor in der Roten Liste gefährdeter Arten der IUCN 2016.2. Eingestellt von: A.T. Smith, C.H. Johnston, 2008. Abgerufen am 21. Oktober 2016.